# Сентертаун (Кентуккі)
Сентертаун (англ. Centertown) — місто (англ. city) в США, в окрузі Огайо штату Кентуккі. Населення — 423 особи (2010).

## Географія
Сентертаун розташований за координатами 37°25′4″ пн. ш. 86°59′44″ зх. д. / 37.41778° пн. ш. 86.99556° зх. д. (37.417818, -86.995563).  За даними Бюро перепису населення США в 2010 році місто мало площу 0,78 км², уся площа — суходіл.

## Демографія
Згідно з переписом 2010 року, у місті мешкали 423 особи в 150 домогосподарствах у складі 124 родин. Густота населення становила 539 осіб/км².  Було 172 помешкання (219/км²).
Расовий склад населення:
| - 99,5 % — білих |

До двох чи більше рас належало 0,2 %. Частка іспаномовних становила 1,4 % від усіх жителів.
За віковим діапазоном населення розподілялося таким чином: 27,7 % — особи молодші 18 років, 61,4 % — особи у віці 18—64 років, 10,9 % — особи у віці 65 років та старші. Медіана віку мешканця становила 34,9 року. На 100 осіб жіночої статі у місті припадало 95,8 чоловіків;  на 100 жінок у віці від 18 років та старших — 93,7 чоловіків також старших 18 років.
Середній дохід на одне домашнє господарство  становив 38 009 доларів США (медіана — 34 118), а середній дохід на одну сім'ю — 39 309 доларів (медіана — 34 500). Медіана доходів становила 27 250 доларів для чоловіків та 25 521 долар для жінок. За межею бідності перебувало 23,8 % осіб, у тому числі 40,9 % дітей у віці до 18 років та 5,6 % осіб у віці 65 років та старших.
Цивільне працевлаштоване населення становило 145 осіб. Основні галузі зайнятості: виробництво — 24,1 %, освіта, охорона здоров'я та соціальна допомога — 18,6 %, будівництво — 11,7 %, роздрібна торгівля — 11,0 %.